# Elektrárna Kozienice

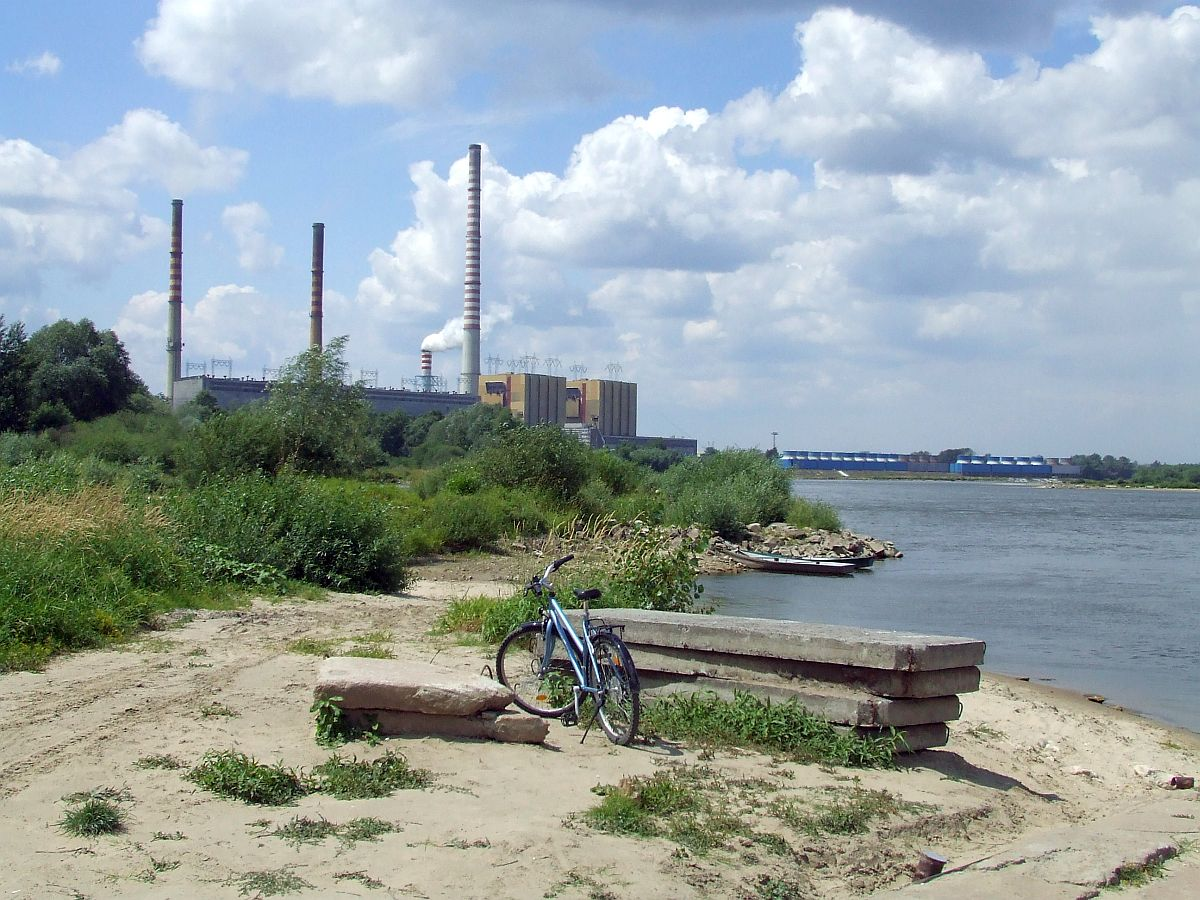
Elektrárna Kozienice

Elektrárna Kozienice je polská tepelná elektrárna o instalovaném výkonu 2880 MW. Jedná se o druhou největší tepelnou elektrárnu v Polsku (po elektrárně Bełchatów) a největší černouhelnou elektrárnu v Polsku (z hlediska instalovaného výkonu). Elektrárna se nachází u Kozienic v Mazovském vojvodství.

## Historie
- 1. dubna 1968 - bylo rozhodnuto o stavbě šesti elektrárenských bloků o instalovaném výkonu 6 x 200 MW
- 5. května 1971 - padlo rozhodnutí o výstavně dalších dvou bloků o instalovaném výkonu 2 x 200 MW
- 1972 - do provozu byl dán blok č. 1
- 3. května 1973 - rozhodnutí o výstavbě dvou bloků o výkonu 2 x 500 MW
- 1973 - zahájení provozu bloků č. 2, 3, 4 a 5
- 1974 - zahájení provozu bloků č. 6 a 7
- 1975 - zahájení provozu bloku č. 8
- 1978 - zahájení provozu bloku č. 9
- 1979 - zahájení provozu bloku č. 10

Od roku 1988 jsou zařízení elektrárny postupně modernizována a dle plánu bude modernizace pokračovat do roku 2020.